# Парау Кручи (Погачауа)
Парау Кручи (рум. Pârâu Crucii) насеље је у Румунији у округу Муреш у општини Погачауа. Oпштина се налази на надморској висини од 388 m.

## Становништво
Према подацима из 2002. године у насељу је живело 131 становника, од којих су сви румунске националности.